# Чемпионат мира по спортивной акробатике 1976
2-й чемпионат мира по спортивной акробатике проходил в Саарбрюккене, ФРГ, в 1976 году.

## Результаты

### Мужские акробатические прыжки

#### Многоборье
| Ранг | Гимнаст         | Страна | Очки   |
| ---- | --------------- | ------ | ------ |
| 1    | Юрий Зикунов    | СССР   | 39,075 |
| 2    | Вадим Биндлер   | СССР   | 38,275 |
| 3    | Станислав Вигас | Польша | 38,125 |

#### Первое упражнение
| Ранг | Гимнаст         | Страна | Очки   |
| ---- | --------------- | ------ | ------ |
| 1    | Вадим Биндлер   | СССР   | 19,600 |
| 2    | Юрий Зикунов    | СССР   | 19,500 |
| 3    | Станислав Вигас | Польша | 19,375 |

#### Второе упражнение
| Ранг | Гимнаст       | Страна   | Очки   |
| ---- | ------------- | -------- | ------ |
| 1    | Юрий Зикунов  | СССР     | 19,750 |
| 2    | Вадим Биндлер | СССР     | 19,500 |
| 3    | Розен Димов   | Болгария | 19,125 |

### Мужской пьедестал
Соревнования проводились по настоянию принимающей страны — Германии. Больше никогда в рамках чемпионата мира соревнования в данной дисциплине не проводились.

#### Многоборье
| Ранг | Гимнаст      | Страна       | Очки         |
| ---- | ------------ | ------------ | ------------ |
| 1    | Гюнтер Файер | ФРГ          | 37,550       |
| 2    | Тодор Байков | Болгария     | 35,375       |
| 3    | Не вручалось | Не вручалось | Не вручалось |

#### Первое упражнение
| Ранг | Гимнаст      | Страна       | Очки         |
| ---- | ------------ | ------------ | ------------ |
| 1    | Гюнтер Файер | ФРГ          | 18,750       |
| 2    | Тодор Байков | Болгария     | 18,250       |
| 3    | Не вручалось | Не вручалось | Не вручалось |

#### Второе упражнение
| Ранг | Гимнаст      | Страна       | Очки         |
| ---- | ------------ | ------------ | ------------ |
| 1    | Гюнтер Файер | ФРГ          | 18,600       |
| 2    | Тодор Байков | Болгария     | 18,375       |
| 3    | Не вручалось | Не вручалось | Не вручалось |

### Мужская пара

#### Многоборье
| Ранг | Команда                             | Страна   | Очки   |
| ---- | ----------------------------------- | -------- | ------ |
| 1    | Владимир Алиманов, Владимир Назаров | СССР     | 38,925 |
| 2    | Кирилл Киров, Драгомир Драганов     | Болгария | 38,025 |
| 3    | Тадеуш Войшковяк, Дзюрлу Бронислав  | Польша   | 37,575 |

#### Первое упражнение (баланс)
| Ранг | Команда                             | Страна   | Очки   |
| ---- | ----------------------------------- | -------- | ------ |
| 1    | Владимир Алиманов, Владимир Назаров | СССР     | 19,650 |
| 2    | Кирилл Киров, Драгомир Драганов     | Болгария | 19,250 |
| 3    | Тадеуш Войшковяк, Дзюрлу Бронислав  | Польша   | 19,050 |

#### Второе упражнение (динамика)
| Ранг | Команда                             | Страна   | Очки   |
| ---- | ----------------------------------- | -------- | ------ |
| 1    | Владимир Алиманов, Владимир Назаров | СССР     | 19,200 |
| 2    | Тадеуш Войшковяк, Дзюрлу Бронислав  | Польша   | 19,050 |
| 3    | Кирилл Киров, Драгомир Драганов     | Болгария | 18,875 |

### Группа мужская

#### Многоборье
| Ранг | Команда                                                                | Страна   | Очки   |
| ---- | ---------------------------------------------------------------------- | -------- | ------ |
| 1    | Лешек Антанович, Войцех Шветик, Богдан Зайонц, Славомир Халада         | Польша   | 38,7   |
| 2    | Юрий Золотов, Шамиль Вильданов, Александр Макаров, Владимир Слепокуров | СССР     | 38,625 |
| 3    | Димитр Димитров, Сенчо Семенов, Вичто Колев, Юрий Инджов               | Болгария | 36,475 |

#### Первое упражнение
| Ранг | Команда                                                                | Страна   | Очки   |
| ---- | ---------------------------------------------------------------------- | -------- | ------ |
| 1    | Юрий Золотов, Шамиль Вильданов, Александр Макаров, Владимир Слепокуров | СССР     | 19,450 |
| 2    | Лешек Антанович, Войцех Шветик, Богдан Зайонц, Славомир Халада         | Польша   | 19,300 |
| 3    | Димитр Димитров, Сенчо Семенов, Вичто Колев, Юрий Инджов               | Болгария | 18,650 |

#### Второе упражнение
| Ранг | Команда                                                                | Страна   | Очки   |
| ---- | ---------------------------------------------------------------------- | -------- | ------ |
| 1    | Лешек Антанович, Войцех Шветик, Богдан Зайонц, Славомир Халада         | Польша   | 19,550 |
| 2    | Юрий Золотов, Шамиль Вильданов, Александр Макаров, Владимир Слепокуров | СССР     | 19,200 |
| 3    | Димитр Димитров, Сенчо Семенов, Вичто Колев, Юрий Инджов               | Болгария | 18,050 |

### Женские акробатические прыжки

#### Многоборье
| Ранг | Гимнаст                | Страна   | Очки   |
| ---- | ---------------------- | -------- | ------ |
| 1    | Людмила Цыганова       | СССР     | 39,125 |
| 2    | Надежда Маслобойщикова | СССР     | 38,900 |
| 3    | Мариана Маринова       | Болгария | 38,225 |

#### Первое упражнение
| Ранг | Гимнаст                | Страна   | Очки   |
| ---- | ---------------------- | -------- | ------ |
| 1    | Людмила Цыганова       | СССР     | 19,650 |
| 2    | Надежда Маслобойщикова | СССР     | 19,475 |
| 3    | Мариана Маринова       | Болгария | 19,050 |

#### Второе упражнение
| Ранг | Гимнаст                | Страна   | Очки   |
| ---- | ---------------------- | -------- | ------ |
| 1    | Надежда Маслобойщикова | СССР     | 19,550 |
| 2    | Людмила Цыганова       | СССР     | 19,450 |
| 3    | Мариана Маринова       | Болгария | 19,250 |

### Женский пьедестал
Соревнования проводились по настоянию принимающей страны — Германии. Больше никогда в рамках чемпионата мира соревнования в данной дисциплине не проводились.

#### Многоборье
| Ранг | Гимнаст           | Страна   | Очки   |
| ---- | ----------------- | -------- | ------ |
| 1    | Карин Кёниг       | ФРГ      | 39,0   |
| 2    | Валентина Петрова | Болгария | 35,025 |
| 3    | Не вручалось      |          |        |

#### Первое упражнение
| Ранг | Гимнаст           | Страна   | Очки   |
| ---- | ----------------- | -------- | ------ |
| 1    | Карин Кёниг       | ФРГ      | 19,500 |
| 2    | Валентина Петрова | Болгария | 18,950 |
| 3    | Не вручалось      |          |        |

#### Второе упражнение
| Ранг | Гимнаст           | Страна   | Очки   |
| ---- | ----------------- | -------- | ------ |
| 1    | Карин Кёниг       | ФРГ      | 19,475 |
| 2    | Валентина Петрова | Болгария | 13,475 |
| 3    | Не вручалось      |          |        |

### Женские пары

#### Многоборье
| Ранг | Команда                              | Страна | Очки   |
| ---- | ------------------------------------ | ------ | ------ |
| 1    | Надежда Тищенко, Маргарита Кухаренко | СССР   | 39,05  |
| 2    | Софья Яблонска, Мария Нога           | Польша | 38,25  |
| 3    | Дорис Янг, Карин Янг                 | ФРГ    | 37,775 |

#### Первое упражнение (баланс)
| Ранг | Команда                              | Страна   | Очки   |
| ---- | ------------------------------------ | -------- | ------ |
| 1    | Надежда Тищенко, Маргарита Кухаренко | СССР     | 19,450 |
| 2    | Стефка Спасова, Калинка Лещева       | Болгария | 19,200 |
| 3    | Дорис Янг, Карин Янг                 | ФРГ      | 19,175 |

#### Второе упражнение (динамика)
| Ранг | Команда                              | Страна   | Очки   |
| ---- | ------------------------------------ | -------- | ------ |
| 1    | Надежда Тищенко, Маргарита Кухаренко | СССР     | 19,600 |
| 2    | Софья Яблонска, Мария Нога           | Польша   | 19,175 |
| 3    | Стефка Спасова, Калинка Лещева       | Болгария | 18,725 |

### Женская группа

#### Многоборье
| Ранг | Команда                                                 | Страна   | Очки   |
| ---- | ------------------------------------------------------- | -------- | ------ |
| 1    | Тамара Дубровина, Людмила Гуляева, Татьяна Саблина      | СССР     | 39,05  |
| 2    | Мария Дмитрова, Бонка Енчева, Милка Матеева             | Болгария | 38,85  |
| 3    | Эльжбета Кшепковска, Гражина Гловацка, Марьола Гловацка | Польша   | 38,375 |

#### Первое упражнение
| Ранг | Команда                                                 | Страна   | Очки   |
| ---- | ------------------------------------------------------- | -------- | ------ |
| 1    | Тамара Дубровина, Людмила Гуляева, Татьяна Саблина      | СССР     | 19,450 |
| 2    | Эльжбета Кшепковска, Гражина Гловацка, Марьола Гловацка | Польша   | 19,350 |
| 3    | Мария Дмитрова, Бонка Енчева, Милка Матеева             | Болгария | 19,275 |

#### Второе упражнение
| Ранг | Команда                                                 | Страна   | Очки   |
| ---- | ------------------------------------------------------- | -------- | ------ |
| 1    | Мария Дмитрова, Бонка Енчева, Милка Матеева             | Болгария | 19,350 |
| 2    | Тамара Дубровина, Людмила Гуляева, Татьяна Саблина      | СССР     | 19,050 |
| 2    | Эльжбета Кшепковска, Гражина Гловацка, Марьола Гловацка | Польша   | 19,050 |

### Смешанные пары

#### Многоборье
| Ранг | Команда                              | Страна   | Очки   |
| ---- | ------------------------------------ | -------- | ------ |
| 1    | Татьяна Кривцова, Вячеслав Кузнецов  | СССР     | 39,375 |
| 2    | Малгожата Коткевич, Гжегош Ковальчик | Польша   | 38,625 |
| 3    | Янка Петрова, Руско Харизанов        | Болгария | 38,5   |

#### Первое упражнение
| Ранг | Команда                              | Страна   | Очки   |
| ---- | ------------------------------------ | -------- | ------ |
| 1    | Татьяна Кривцова, Вячеслав Кузнецов  | СССР     | 19,700 |
| 2    | Малгожата Коткевич, Гжегош Ковальчик | Польша   | 19,300 |
| 3    | Янка Петрова, Руско Харизанов        | Болгария | 19,225 |

#### Второе упражнение
| Ранг | Команда                              | Страна   | Очки   |
| ---- | ------------------------------------ | -------- | ------ |
| 1    | Татьяна Кривцова, Вячеслав Кузнецов  | СССР     | 19,600 |
| 2    | Малгожата Коткевич, Гжегош Ковальчик | Польша   | 19,350 |
| 3    | Янка Петрова, Руско Харизанов        | Болгария | 19,225 |